# Liste von Musikberufen
Angehörige der Musikberufe betreiben alle Arten von Tätigkeiten, die für Live-Aufführung, Aufnahme und Wiedergabe von Musikwerken ausgeübt werden müssen.
Dazu gehören die produzierenden Tätigkeiten (Komponieren, Arrangieren, Orchestrieren/Instrumentieren und Produzieren), die reproduzierenden Tätigkeiten (Gesang und Instrumentalspiel), die pädagogischen Tätigkeiten (Unterricht) sowie die musikwissenschaftlichen Tätigkeiten (Musikforschung).
Unterstützende Berufe, wie: Regisseur hinter der Bühne (Inspizient), Beleuchtung, Tonmischung und Ansagen von Musikstücken (Conferencier, Disk Jockey) usw. sind zwar unmittelbar mit Musik befasst, erfordern aber keine musikalischen Fähigkeiten. Ausbildungen und Anforderungen beziehen sich auf technische oder administrative Schwerpunkte. 

## Musikberufe
- Alleinunterhalter
- Arrangeur
- Audio-Designer
- DJ
- Diseuse
- Instrumentalisten
  - Akkordeonist
  - Blockflötist
  - Bratschist
  - Cellist
  - Cembalist
  - E-Bassist
  - Fagottist
  - Flötist
  - Geiger
  - Gitarrist
  - Harfenist
  - Hornist
  - Keyboarder
  - Klarinettist
  - Kontrabassist
  - Lautenist
  - Liedbegleiter
  - Mandolinist
  - Oboist
  - Organist
  - Paukist
  - Perkussionist
  - Pianist
  - Posaunist
  - Saxophonist
  - Schlagzeuger
  - Schlagwerker
  - Studiomusiker
  - Straßenmusiker
  - Trompeter
  - Tubist
  - Violinist
  - Live-Elektromusiker
- Instrumentallehrer
- Instrumentenbauer
  - Bogenbauer
  - Geigenbauer
  - Gitarrenbauer
  - Glockensachverständiger
  - Handzuginstrumentenmacher
  - Holzblasinstrumentenmacher
  - Klavier- und Cembalobauer
  - Klavierstimmer
  - Metallblasinstrumentenmacher
  - Orgelbauer
  - Zupfinstrumentenmacher

- Dirigent
- Kapellmeister
  - Hofkapellmeister
  - Domkapellmeister
- Musikdirektor
  - Generalmusikdirektor
  - Universitätsmusikdirektor
- Instrumentalpädagoge/Musikerzieher
- Korrepetitor
- Kirchenmusiker
  - Kantor
  - Bezirkskantor
  - Kirchenmusikdirektor
  - Landeskirchenmusikdirektor
- Landesposaunenwart
- Chorleiter
- Stimmbildner
- Vocalcoach

- Komponist
- Librettist
- Liedermacher
- Musikalienhändler
- Musikdozent
- Musikfachwirt
- Musikjournalist
- Musiklehrer
- Musikmeister
- Musikproduzent
- Musiktherapeut
- Musikverleger
- Musikwissenschaftler
- Orchestrator
- Rhythmiker
- Songwriter

- Sänger
  - Sopranistin
  - Mezzosopranistin
  - Altistin
  - Countertenor
  - Tenor
  - Bariton
  - Bass
  - Krätzchensänger
  - Kammersänger
  - Volkssänger
  - Gesangslehrer

- Tänzer
  - Choreograf
  - Ballettmeister

- Tontechnische Berufe
  - Tongestalter
  - Toningenieur
  - Tonmeister
  - Tontechniker